# جيم (رواية)
جيم، رواية عربية، للروائية الجزائرية سارة النمس. صدرت الرواية لأوّل مرة عام 2020 عن دار الآداب في لبنان، ودخلت في القائمة الطويلة للجائزة العالمية للرواية العربية لعام 2021، المعروفة باسم «جائزة بوكر العربية».